# UE Figueres
Unió Esportiva Figueres war ein spanischer Fußballverein aus der katalanischen Stadt Figueres. Im Jahr seiner Auflösung 2008 wurde der Klub nach Castelldefels verlegt und trat als UE Miapuesta Castelldefels an.

## Geschichte
UE Figueres gründete sich im April 1919. Zunächst spielte der Klub nur im regionalen Ligabereich, zeitweise dabei ab Mitte der 1950er Jahre in der semi-professionellen Tercera División. 1983 stieg der Klub erstmals in der Vereinsgeschichte in die Segunda División B auf, bereits drei Jahre später gelang als Staffelmeister mit sieben Punkten Vorsprung auf Real Burgos der Aufstieg in die Zweitklassigkeit. In der Segunda División verblieb der Klub die folgenden sieben Spielzeiten. Dabei stand er 1992 kurz vor   dem Sprung in die Primera División, als er sich als Tabellendritter für die Relegation qualifizierte. Dort scheiterte er jedoch am FC Cádiz. Bereits in der folgenden Spielzeit verpasste er den Klassenerhalt und spielte fortan wieder in der Segunda División B. 2007 zog der Klub unter dem neuen Namen UE Miapuesta Castelldefels nach Castelldefels, löste sich aber bereits im folgenden Jahr auf.
Minderheitsaktionäre von UE Figueres gründeten nach dem Umzug einen neuen Verein unter dem Namen UE Figueres, der im unteren Ligabereich antrat. Bis 2012 stieg der Klub sukzessive in die Tercera División auf.